# Подлужје
Подлужје је мала географска регија у југоисточном Срему. Западни део Подлужја спада у територију АП Војводине, а источни у територију града Београда.
На територији регије налазе се манастир Фенек, Обедска бара и остаци средњовековног краљевског града Купиника (данашње село Купиново).